# 1. liga słowacka w hokeju na lodzie
1. liga słowacka w hokeju na lodzie (słow. oficj. 1. hokejová liga SR) – druga klasa rozgrywkowa hokeja na lodzie na Słowacji. Pierwszą jest Ekstraliga słowacka w hokeju na lodzie.
Zwycięzca fazy play-off rozgrywek uzyskuje prawo gry o awans do Ekstraligi w barażu z ostatnią drużyną najwyższej klasy rozgrywkowej.
Od 2011 mecze z klubami 1. ligi rozgrywała także Słowacja U-20. Od sezonu 2013/2014 w lidze występowała reprezentacja kraju do lat 18. W 2015 ponownie dołączyła Słowacja do lat 20. W czerwcu 2017 do ligi zostały przyjęte nowe klubu MHK Dubnica nad Váhom i OAHL Bratysława.

## Triumfatorzy
| Sezon     | 1. miejsce                                    | 2. miejsce                                    | 3. miejsce                                    |
| --------- | --------------------------------------------- | --------------------------------------------- | --------------------------------------------- |
| 1993/1994 | Spartak Dubnica nad Váhom                     | ŠK Iskra Banská Bystrica                      | HK 36 Skalica                                 |
| 1994/1995 | ŠK Iskra Banská Bystrica                      | HK Hell Zvolen                                | HK 36 Skalica                                 |
| 1995/1996 | HK VTJ Spišská Nová Ves                       | HKm Zvolen                                    | HK 36 Skalica                                 |
| 1996/1997 | HKm Zvolen                                    | HK 36 Skalica                                 | HK VTJ Prešov                                 |
| 1997/1998 | ŠK Iskra Banská Bystrica                      | HK VTJ Farmakol Prešov                        | HK Spartak Dubnica nad Váhom                  |
| 1998/1999 | HK Spartak Dubnica nad Váhom                  | HK ŠKP PCHZ Žilina                            | HC Harvard Trnava                             |
| 1999/2000 | Martimex ZŤS Martin                           | ŠK Iskra Banská Bystrica                      | HC Harvard Trnava                             |
| 2000/2001 | MsHK Žilina                                   | MHC Nitra                                     | HK VTJ Farmakol Prešov                        |
| 2001/2002 | HK VTJ Spišská Nová Ves                       | HC Dukla Inpro Senica                         | HC Kimex VTJ Topoľčany                        |
| 2002/2003 | MHC Nitra                                     | HK Spartak Dubnica nad Váhom                  | HK VTJ Farmakol Prešov                        |
| 2003/2004 | HK Spartak Dubnica nad Váhom                  | MŠHK Prievidza                                | PHK Prešov                                    |
| 2004/2005 | HKm Detva (HKm Zvolen B)                      | HC Topoľčany                                  | MHC Martin                                    |
| 2005/2006 | HC 05 Banská Bystrica (HKm Zvolen B)          | HKm Humenné (HC Koszyce B)                    | HC Topoľčany                                  |
| 2006/2007 | MHK Kežmarok                                  | HK Spišská Nová Ves                           | HC 05 Banská Bystrica                         |
| 2007/2008 | HC 05 Banská Bystrica                         | HK Spišská Nová Ves                           | HK Trnava                                     |
| 2008/2009 | HK Spišská Nová Ves                           | ŠHK 37 Piešťany                               | HK Trnava                                     |
| 2009/2010 | ŠHK 37 Piešťany                               | HC 07 Prešov                                  | HC 46 Bardejov                                |
| 2010/2011 | ŠHK 37 Piešťany                               | MHk 32 Liptovský Mikuláš                      | HK Spišská Nová Ves                           |
| 2011/2012 | HC 46 Bardejov                                | ŠHK 37 Piešťany                               | HC Dukla Senica                               |
| 2012/2013 | HC 46 Bardejov                                | HK Dukla Michalovce                           | HC 07 Prešov                                  |
| 2013/2014 | HC 46 Bardejov                                | HK Dukla Michalovce                           | HK Trnava                                     |
| 2014/2015 | HC 07 Detva                                   | HK Spišská Nová Ves                           | HC 46 Bardejov                                |
| 2015/2016 | HC Nové Zámky                                 | HC 46 Bardejov                                | MHk 32 Liptovský Mikuláš                      |
| 2017/2018 | HK Dukla Michalovce                           | HK Skalica                                    | HC Prešov Penguins                            |
| 2018/2019 | HK Dukla Michalovce                           | MHC Martin                                    | MHK Dubnica nad Váhom                         |
| 2019/2020 | Sezon niedokończony wskutek pandemii COVID-19 | Sezon niedokończony wskutek pandemii COVID-19 | Sezon niedokończony wskutek pandemii COVID-19 |
| 2020/2021 | HK Spišská Nová Ves                           | Vlci Žilina                                   | MHC Martin                                    |
| 2021/2022 | Vlci Žilina                                   | HK Martin                                     | HK Skalica                                    |